# Scenopinus unifasciatus
Scenopinus unifasciatus är en tvåvingeart som först beskrevs av Krober 1913.  Scenopinus unifasciatus ingår i släktet Scenopinus och familjen fönsterflugor. Inga underarter finns listade i Catalogue of Life.